# Магдалиновка (Запорожская область)
Магдалиновка (укр. Магдалинівка) — село,
Новояковлевский сельский совет,
Ореховский район,
Запорожская область,
Украина.
Код КОАТУУ — 2323986503. Население по переписи 2001 года составляло 462 человека.

## Географическое положение
Село Магдалиновка находится на расстоянии в 2 км от села Новобойковское и в 3,5 км от села Новояковлевка.
По селу протекает пересыхающий ручей с запрудой.